# Aussichtsturm Karlshöhe
Der Aussichtsturm Karlshöhe ist ein Aussichtsturm in der Stadt Halver im Märkischen Kreis in Nordrhein-Westfalen.
Der 23,5 Meter hohe Turm wurde 1892 von dem Hagener Architekten Gustav Mucke entworfen und durch das Bauunternehmen Brückmann aus Halver, bis 1893 auf der Karlshöhe (438,5 m ü. NHN) erbaut. Bauherr war der Sauerländische Gebirgsverein und die Baukosten betrugen 5600 Mark. Der Turm wurde vor allem durch den Einsatz von Privatleuten und deren Spenden finanziert. Er wurde mit einem großen Festakt am 10. Juli 1893 eingeweiht. Der Blick von dem Turm reicht weit bis in das Bergische Land und das Ebbegebirge.
Am 11. Mai 1911 ging der Turm in das Eigentum der Stadt Halver über, seit 1983 steht er unter Denkmalschutz. Mehrere Sanierungen waren zur Erhaltung der Bausubstanz nötig, eine größere erfolgte in den Jahren 1990 bis 1992. Aus heutiger Sicht waren diese Arbeiten allerdings kontraproduktiv, so dass der Turm einige Jahre später aufgrund weiterer Bauschäden erneut für den Publikumsverkehr für über 10 Jahre gesperrt werden musste, bevor im Jahr 2018 erneut mit Sanierungsarbeiten begonnen werden konnte. Der Aussichtsturm liegt vielen Halveranern als Wahrzeichen sehr am Herzen. Das zeigt die Tatsache, dass die Initiative Aussichtsturm des Heimatverein Halver für die Instandsetzung des Turms bis Ende 2017 rund 100.000 Euro an Spenden einsammeln konnte. Seit Ende April 2020 ist die komplette Sanierung abgeschlossen. Die geplante Einweihung sollte eigentlich am 25. Mai 2020 stattfinden, wurde jedoch wegen der Coronavirus-Pandemie auf unbestimmte Zeit verschoben. Am 12. Juli 2020 wurde der Aussichtsturm offiziell vom Bürgermeister Michael Brosch für den Publikumsverkehr wieder eröffnet.

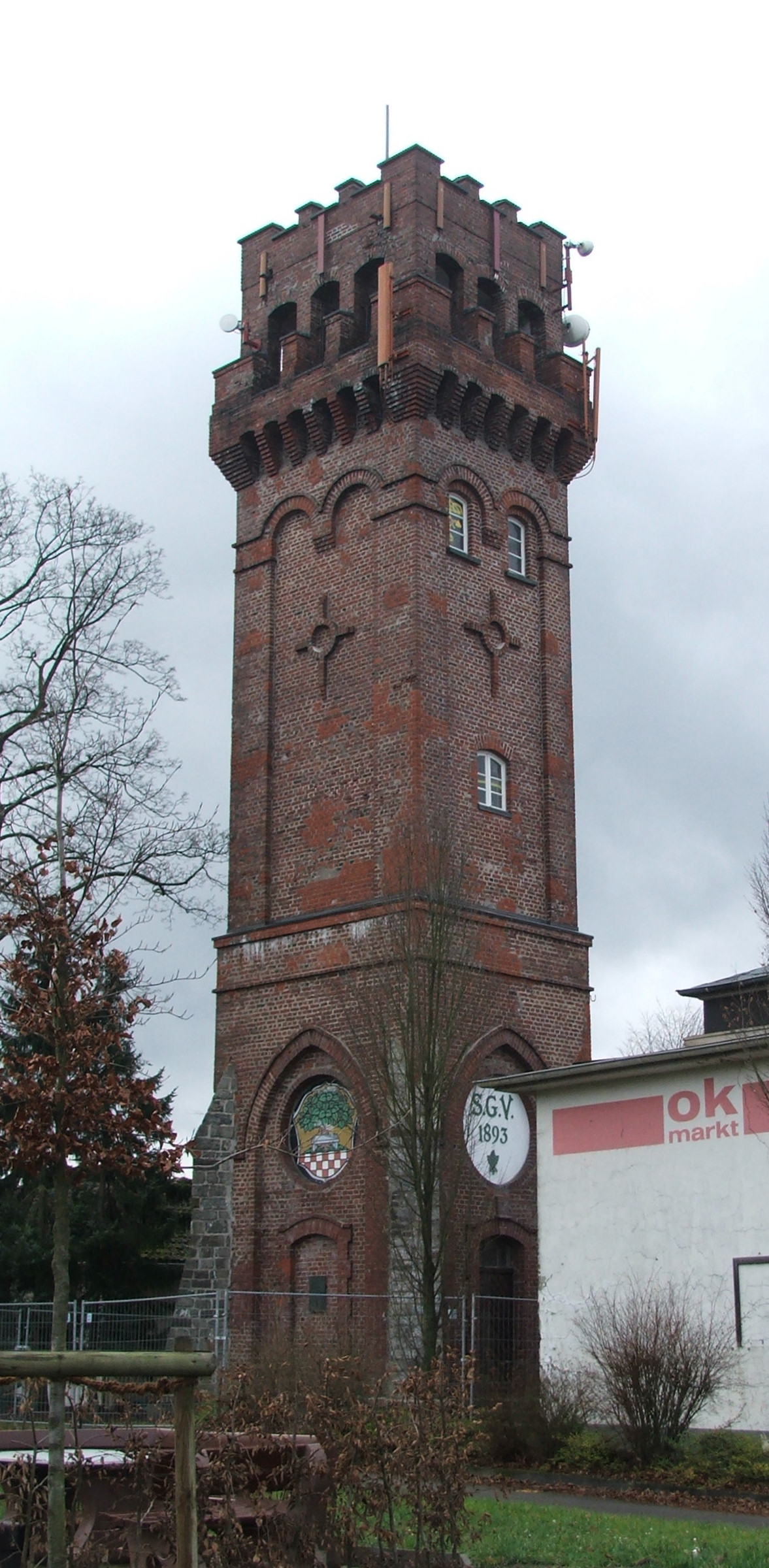
Der Aussichtsturm Karlshöhe
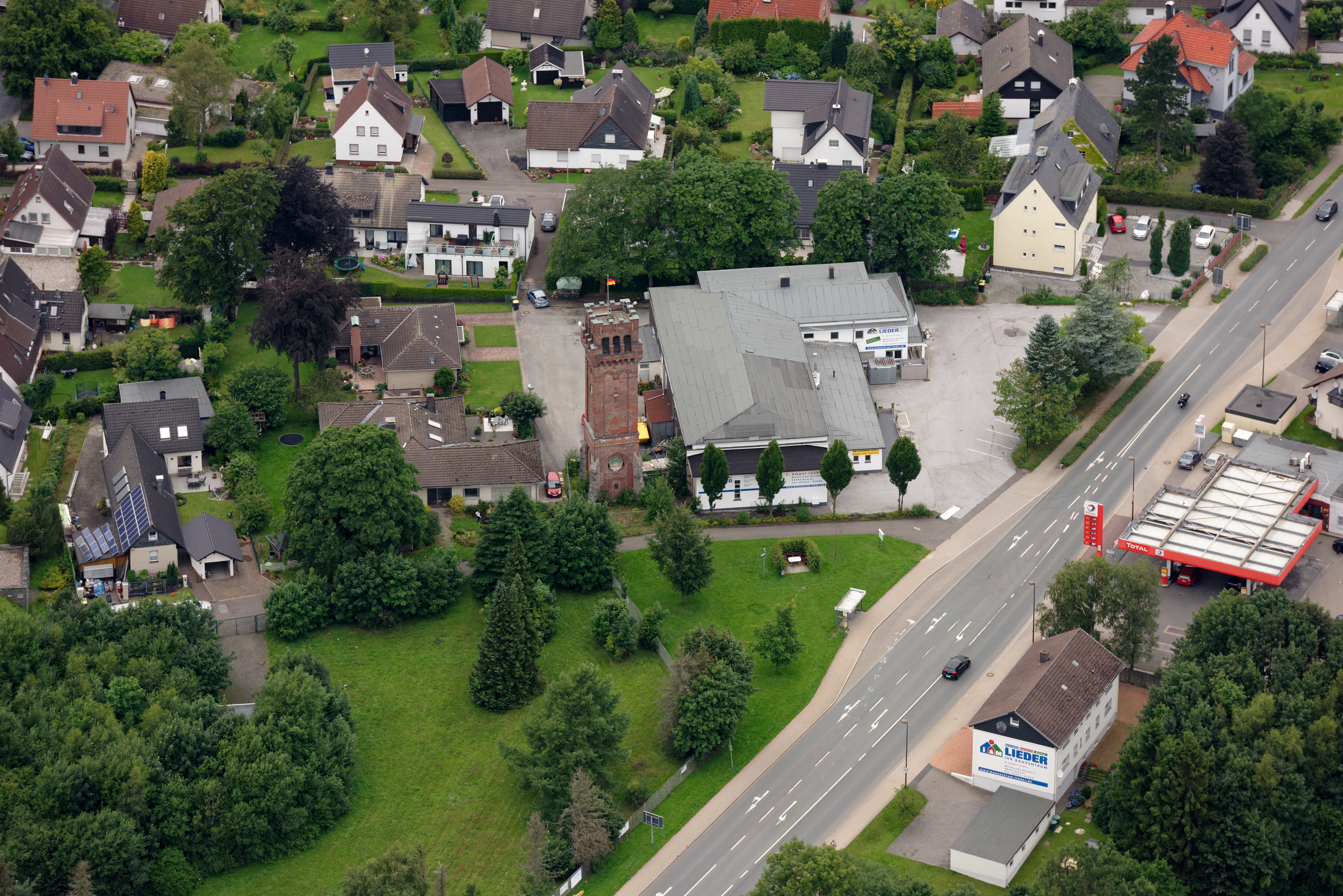
Der Aussichtsturm Karlshöhe und Umgebung aus der Luft
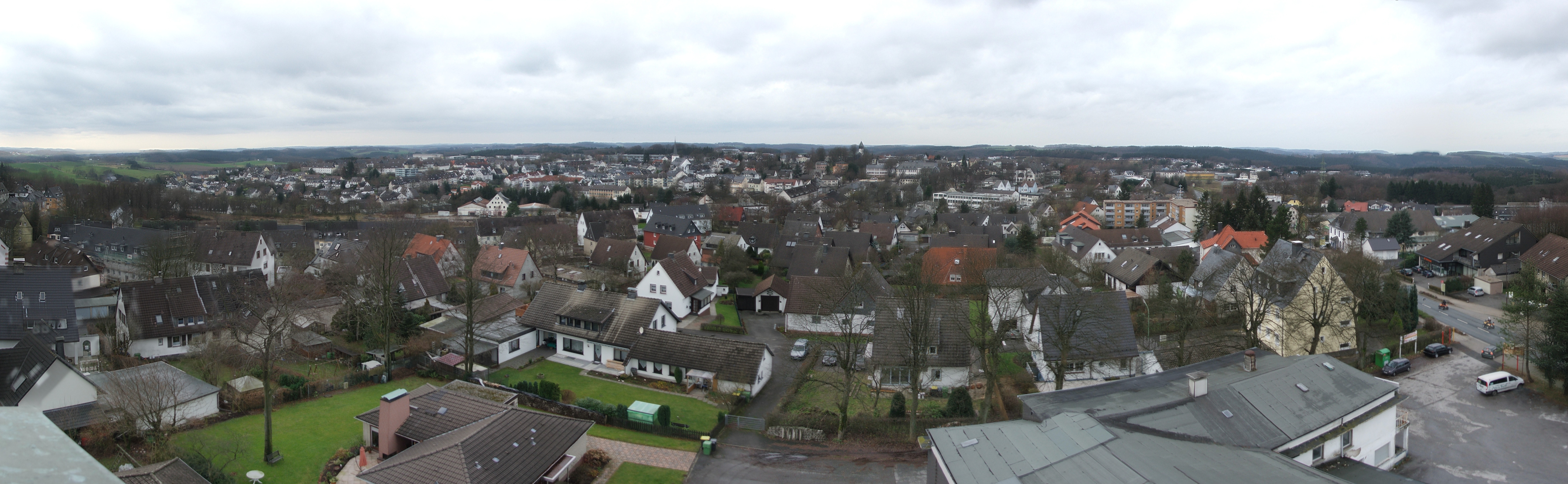
Panorama über Halver, aufgenommen vom Aussichtsturm Karlshöhe
Panorama über Halver und Umland, aufgenommen vom Aussichtsturm Karlshöhe